# 羽島市立下中小学校
羽島市立下中小学校 （はしましりつ　しもなかしょうがっこう）は、かつて岐阜県羽島市に存在した公立小学校。

## 概要
- 下中町石田・下中町加賀野井・下中町市之枝・下中町城屋敷などが校区であり、旧・羽島郡下中島村の小学校であった。1959年、上中小学校と統合。中島小学校の新設により廃校。
- 跡地は下中コミュニティセンター、はしまコミュニティセンターとなっている。

## 沿革
- 1873年（明治6年） - 
  - 東明学校が開校。東加賀野井村[1]の児童が通学する。
  - 西明学校が開校する。西加賀野井村の児童が通学する。
  - 化新学校が開校する。市之枝村、石田村、城屋敷村の児童が通学する。
- 1880年（明治13年） - 
  - 西明学校が加賀野井学校に改称する。
  - 石田村が化新学校から離脱。石田学校が開校する。
- 1886年（明治19年） - 
  - 加賀野井学校が加賀野井簡易科小学校に改称する。
  - 化新学校が城屋敷村・市之枝村・石田村組合立の城屋敷簡易科尋常高等小学校に改称する。
  - 石田学校が石田簡易科小学校に改称する。石田村の児童は、簡易科は石田簡易科小学校へ通学し、尋常科・高等科は城屋敷村の城屋敷簡易科尋常高等小学校に通学する。
- 1891年（明治24年） - 城屋敷簡易科尋常高等小学校の簡易科・高等科を廃止。城屋敷尋常小学校に改称する。
- 1897年（明治30年）
  - 4月1日 - 市之枝村、石田村、城屋敷村、西加賀野井村が合併し、下中島村が発足。
  - 12月9日 - 城屋敷尋常小学校、加賀野井簡易科小学校、石田簡易科小学校が統合され、下中島尋常小学校となる。
- 1901年（明治34年）10月 - 下中島尋常高等小学校に改称する。
- 1906年（明治39年） - 農業補習学校を併設する。
- 1914年（大正3年） - 併設の農業補習学校が農業裁縫補習学校となる。
- 1941年（昭和16年）4月1日 - 下中島国民学校に改称する。
- 1947年（昭和22年）4月1日 - 下中島村立下中島小学校に改称する。
- 1954年（昭和29年）4月1日 - 正木村、足近村、小熊村、竹ヶ鼻町、上中島村、下中島村、江吉良村、堀津村、福寿村、桑原村が合併し羽島市が発足。同時に羽島市立下中小学校に改称する。
- 1959年（昭和34年）12月31日 - 廃校。